# Aleksandr Folíforov
Aleksandr Serguéievitx Folíforov (en rus Александр Сергеевич Фолифоров) (Kovrov, 4 de maig de 1993) és un ciclista rus, professional des del 2011, i actualment a l'equip Gazprom-RusVelo. Del seu palmarès destaca el Gran Premi de Sotxi de 2015, i sobretot, una etapa al Giro d'Itàlia de 2016.

## Palmarès
- 2013
  - Vencedor d'una etapa al Gran Premi d'Adiguèsia
- 2014
  - Vencedor de 2 etapes a la Ronda de l'Isard d'Arieja
  - Vencedor d'una etapa al Gran Premi d'Adiguèsia
- 2015
  - 1r al Gran Premi de Sotxi i vencedor d'una etapa
- 2016
  - Vencedor d'una etapa al Giro d'Itàlia

### Resultats al Giro d'Itàlia
- 2016. 45è de la classificació general
- 2017. 40è de la classificació general